# Liste der Gedenktafeln in Berlin-Lichterfelde
Die Liste der Gedenktafeln in Berlin-Lichterfelde enthält die Namen, Standorte und, soweit bekannt, das Datum der Enthüllung von Gedenktafeln.
Die Liste ist nicht vollständig.

## Lichterfelde
| Bild | Name                                 | Standort                        | Datum der Enthüllung |
| ---- | ------------------------------------ | ------------------------------- | -------------------- |
|      | Bahnhof Berlin Botanischer Garten    | Hortensienstraße 28a            |                      |
|      | Boleslaw Barlog                      | Spindelmühler Weg 7             |                      |
|      | Ludwig Beck                          | Goethestraße 24                 |                      |
|      | Rudolf Berthold                      | Unter den Eichen 87             |                      |
|      | Herbert von Bose                     | Neuchateller Straße 8           |                      |
|      | Berlin Brigade                       | Platz der US-Berlin-Brigade     | 16. Oktober 2017     |
|      | Otto Dibelius                        | Brüderstraße 5                  |                      |
|      | Dietrich Bonhoeffer, Gemeindezentrum | Sondershauser Straße 50         |                      |
|      | Dorfkirche Lichterfelde              | Hindenburgdamm ggü. 109         |                      |
|      | Henry Dunant                         | Carstennstraße 58               |                      |
|      | Max Eitingon                         | Altensteinstraße 26             |                      |
|      | Fritz Elsas                          | Patschkauer Weg 41              |                      |
|      | Ludwig Erhard                        | Unter den Eichen 87             |                      |
|      | Paul Fechter                         | Franziusweg 48                  |                      |
|      | Gemeindehaus                         | Ostpreußendamm 64               |                      |
|      | Eugen Gerstenmaier                   | Eugen-Gerstenmaier-Platz        |                      |
|      | Johann Baptist Gradl                 | Blanckertzweg 1                 |                      |
|      | Heinrich Grüber                      | Hortensienstraße 18             |                      |
|      | Gutshaus Lichterfelde                | Hindenburgdamm 28               |                      |
|      | Otto Hahn                            | Altensteinstraße 48             |                      |
|      | Marianne Hapig                       | Marienstraße 15                 |                      |
|      | Peter Huchel                         | Hindenburgdamm 32               |                      |
|      | Jangseung                            | Carstennstraße 58               |                      |
|      | Japanische Kirschbäume               | Berliner Mauerweg               |                      |
|      | Wilhelm Jost                         | Unter den Eichen 87             |                      |
|      | Kadettencorps                        | Kadettenweg Ecke Paulinenstraße |                      |
|      | Max Kaus                             | Potsdamer Straße 44             |                      |
|      | Nikos Kazantzakis                    | Unter den Eichen 63             |                      |
|      | Theodor Kirschbaum                   | Baseler Straße 46               |                      |
|      | Fritz Kläffling                      | Hindenburgdamm 83a              |                      |
|      | KZ-Außenlager Lichterfelde           | Wismarer Straße 20              |                      |
|      | KZ-Außenlager Lichterfelde           | Wismarer Straße 20              | 14. Oktober 2015     |
|      | Karl Landsteiner                     | Hindenburgdamm 30               |                      |
|      | Oskar Lange                          | Oskar-Lange-Platz               |                      |
|      | Hanna-Renate Laurien                 | Hildburghauser Straße 131       | 11. August 2021      |
|      | Gustav Lilienthal                    | Marthastraße 5                  |                      |
|      | Otto Lilienthal                      | Eduard-Spranger-Promenade       |                      |
|      | Otto Lilienthal                      | Eduard-Spranger-Promenade       |                      |
|      | Otto Lilienthal                      | Eduard-Spranger-Promenade       |                      |
|      | Otto Lilienthal                      | Schütte-Lanz-Straße 25          |                      |
|      | Otto Lilienthal                      | Eduard-Spranger-Promenade       |                      |
|      | Otto Lilienthal                      | Eduard-Spranger-Promenade       |                      |
|      | Otto Lilienthal                      | Eduard-Spranger-Promenade       |                      |
|      | Otto Lilienthal                      | Boothstraße 17                  |                      |
|      | Otto Lilienthal, Fliegerberg         | Schütte-Lanz-Straße 25          |                      |
|      | Otto Lilienthal, Fliegerberg         | Schütte-Lanz-Straße 37          | 11. September 2010   |
|      | Otto Lilienthal, Gedenkstätte        | Schütte-Lanz-Straße 37          |                      |
|      | Otto Lilienthal, Helfer              | Schütte-Lanz-Straße 25          |                      |
|      | Jacob Meckel                         | Goerzallee 6                    |                      |
|      | Eduard Meyer                         | Mommsenstraße 7                 |                      |
|      | Otto Morgenstern                     | Söhtstraße 2                    |                      |
|      | Julius Morgenroth                    | Willdenowstraße 38              |                      |
|      | Eduard Norden                        | Baseler Straße 64               |                      |
|      | Friedrich Karl Peltzer               | Unter den Eichen 101            |                      |
|      | Johann Heinrich Pestalozzi           | Pestalozziplatz                 |                      |
|      | Platz der US-Berlin-Brigade          | Platz der US-Berlin-Brigade     |                      |
|      | Platz des 4. Juli                    | Platz des 4. Juli 26            | 16. Oktober 2017     |
|      | Preußische Hauptkadettenanstalt      | Finckensteinallee 63–87         |                      |
|      | Marianne Pünder                      | Marienstraße 15                 |                      |
|      | Eugen Richter                        | Kadettenweg 35                  |                      |
|      | Walther Rimarski                     | Unter den Eichen 87             |                      |
|      | Der barmherzige Samariter            | Carstennstraße 58               |                      |
|      | Sanatorium Lichterfelde              | Bruno-Walter-Straße 15          | 2. Dezember 2022     |
|      | Paul Scheerbart                      | Marschnerstraße 15              |                      |
|      | Paul Schwarz                         | Paul-Schwarz-Promenade          |                      |
|      | Villa Schwerdtfeger                  | Ringstraße 28                   |                      |
|      | Heinrich Seidel                      | Boothstraße 30                  |                      |
|      | Christian Konrad Sprengel            | Königin-Luise-Straße 6–8        |                      |
|      | SS-Wirtschafts- und Verwaltungsamt   | Unter den Eichen 135            |                      |
|      | SS-Wirtschafts- und Verwaltungsamt   | Unter den Eichen 135            |                      |
|      | Hans-Jürgen Starrost                 | Berliner Mauerweg               |                      |
|      | Das Telefunken Werk                  | Platz des 4. Juli 26            | 16. Oktober 2017     |
|      | Joachim Tiburtius                    | Hortensienstraße 12             |                      |
|      | Tisch für private Friedensgespräche  | Carstennstraße 58               |                      |
|      | Treidelbahn                          | Eduard-Spranger-Promenade       |                      |
|      | Walter Trier                         | Herwarthstraße 10               | 1. Juli 2024         |
|      | Universalprüfmaschine                | Unter den Eichen 87             |                      |
|      | Ignatz Urban                         | Thuner Platz 2–4                |                      |
|      | Peter Graf Yorck von Wartenburg      | Hortensienstraße 50             |                      |
|      | Wasserträgerin                       | Carstennstraße 58               |                      |
|      | Werder Prüfmaschine                  | Unter den Eichen 87             |                      |
|      | Adolf Wermuth                        | Enzianstraße 2                  |                      |
|      | Arthur Werner                        | Köhlerstraße 22                 |                      |
|      | Wilhelm II. (Deutsches Reich)        | Ringstraße 9                    |                      |
|      | Josef Wirmer                         | Holbeinstraße 56                |                      |
|      | August Wöhler                        | Unter den Eichen 87             |                      |
|      | Ludwig Paul Wolf                     | Geraer Straße 43                |                      |
|      | Max Wygodzinski                      | Baseler Straße 13               |                      |